# Slemsvampmögelbagge
Slemsvampmögelbagge (Enicmus apicalis) är en skalbaggsart som beskrevs av J.Sahlberg 1926. Slemsvampmögelbagge ingår i släktet Enicmus, och familjen mögelbaggar. Enligt den svenska rödlistan är arten nära hotad i Sverige. Arten förekommer i Götaland, Svealand, Nedre Norrland och Övre Norrland. Artens livsmiljö är skogslandskap.